# European Association for Studies in Screen Translation
A European Association for Studies in Screen Translation (ESIST) é uma associação internacional na área da tradução audiovisual. De acordo com a ESIST, a tradução audiovisual inclui todas as formas de transferência linguística nos media, incluindo a legendagem, a dobragem, o voice-over, a interpretação para os media, a supralegendagem ou tradução para teatro, a legendagem para surdos, e a audiodescrição para os cegos.

## História
A ESIST foi criada em Março de 1995, em Cardiff, por um grupo de profissionais e académicos de quinze universidades europeias, com o objectivo de estabelecer a comunicação entre criadores, tradutores, distribuidores, e académicos que trabalham na área da difusão audiovisual e da produção multimedia na Europa.
A ESIST tem assumido um papel activo na promoção da cooperação europeia na formação na área da tradução audiovisual e na padronização das práticas de legendagem a nível europeu. No ano 2000, a associação lançou o projecto The Comparative Subtitling project, a primeira análise comparativa de práticas e de normas e instruções de legendagem em todos os países europeus.
Em 1998, a ESIST aprovou o Código de Boas Práticas de Legendagem. O Código é um conjunto de normas e instruções desenvolvido por Jan Ivarsson e Mary Carroll, que se consolidou como uma referência na profissão enquanto modelo padronizado a seguir.
Em 2010, a ESIST assinou um protocolo de entendimento com a European Society for Translation Studies (EST) para fomentar a troca de conhecimento na área da tradução audiovisual.

## Prémio Jan Ivarsson
Desde 2010, a ESIST tem vindo a atribuir o Prémio Jan Ivarsson pela contribuição valiosa para a área da tradução audiovisual. O prémio é atribuído a cada dois anos na conferência Languages & the Media em Berlim.
O prémio foi atribuído a:
- 2010: Jan Ivarsson[16]
- 2012: Mary Carroll[17]
- 2014: Jorge Díaz Cintas (University College London)[18]
- 2016: Yves Gambier (University of Turku)[19]
- 2018: Aline Remael (University of Antwerp)[20]